# Donatas Tarolis
Donatas Tarolis (Gargždai, 30 marzo 1994) è un cestista lituano.

## Carriera
Con la Lituania universitaria ha disputato le Universiadi di Taipei 2017.

## Palmarès
- Campionato lituano: 2

Žalgiris Kaunas: 2013-2014, 2014-2015
- Campionato rumeno: 1

U Cluj: 2020-2021
- Coppa di Lituania: 1

Žalgiris Kaunas: 2015
- Coppa di Romania: 1

U Cluj: 2020
- Coppa del Montenegro: 1

Budućnost: 2022